# AudioOS
audioOS는 애플의 스마트 스피커 운영체제이다. 이 운영체제는 애플의 홈팟 전용 운영체제이다. 매년 새로운 버전을 공개한다. 2018년에 홈팟 공개와 함께 공개된 운영체제이다.

## audioOS 퍼블릭 베타
betaprofiles.com에서 퍼블릭 베타 버전을 다운로드할 수 있다. 새로운 버전을 공개하면 먼저 audioOS 퍼블릭 베타버전이 공개되고 가을 쯤에 정식버전이 출시된다.